# Pietro Augusto di Schleswig-Holstein-Sonderburg-Beck
Duca Pietro Augusto Federico di Schleswig-Holstein-Sonderburg-Beck, (tedesco: Peter August Friedrich von Schleswig-Holstein-Sonderburg-Beck) (Königsberg, 7 dicembre 1697 – Riga, 22 marzo 1775), è stato un nobile tedesco.
Fu un antenato della regina Elisabetta II del Regno Unito.

## Biografia
Era il figlio più giovane di Federico Luigi di Schleswig-Holstein-Sonderburg-Beck (1653-1728), e di sua moglie, Luisa Carlotta di Schleswig-Holstein-Sonderburg-Augustenburg (1658-1740).

### Carriera
Servì nell'esercito del langravio d'Assia-Kassel con il grado di colonnello. Nel 1734, su richiesta della madre all'imperatrice Anna, entrò nell'esercito russo, servendo sotto il comando del conte Munnich e nel 1738 è stato promosso a maggior generale.
Partecipò alla guerra russo-turca (1735-1739), alla guerra russo-svedese (1741-1743) e nel 1742 divenne luogotenente generale.
L'imperatrice Elisabetta, nel 1755, gli conferì il grado di generale in capo e governatore di Riga.
Durante il regno di Pietro III divenne un membro del Consiglio di Stato, nel 1762 venne nominato feldmaresciallo. Fu governatore di San Pietroburgo (1761-1762).

### Matrimoni

#### Primo matrimonio
Sposò, il 5 settembre 1723 a Rinteln, la principessa Sofia d'Assia-Philippsthal, figlia di Filippo, langravio d'Assia-Philippsthal, e di sua moglie, la contessa Caterina Amalia di Solms-Laubach. Ebbero tre figli:
- Carlo di Schleswig-Holstein-Sonderburg-Beck (ottobre 1724-marzo 1726)
- Carlo Antonio di Schleswig-Holstein-Sonderburg-Beck (10 agosto 1727-12 settembre 1759)
- Ulrica Amelia Guglielmina di Schleswig-Holstein-Sonderburg-Beck (20 maggio 1726)

#### Secondo matrimonio
Sposò, il 15 marzo 1742, Natal'ja Nikolevna Golovina, figlia del conte Nikolaj Fëdorovič Golovin. Ebbero tre figli:
- Pietro di Schleswig-Holstein-Sonderburg-Beck (1º febbraio 1743-3 gennaio 1751)
- Alessandro di Schleswig-Holstein-Sonderburg-Beck (nato e morto 1744)
- Caterina di Schleswig-Holstein-Sonderburg-Beck (23 febbraio 1750-10 dicembre 1811)

### Morte
Nel settembre 1774 , dopo la morte di suo fratello Carlo Luigi, divenne duca di Schleswig-Holstein-Sonderburg-Beck. Morì sei mesi dopo.

## Titolo
- 7 dicembre 1697-21 febbraio 1772: Sua Altezza Serenissima il principe di Schleswig-Holstein-Sonderburg-Beck
- 21 febbraio 1772-22 settembre 1774: Sua Altezza Serenissima il principe ereditario di Schleswig-Holstein-Sonderburg-Beck
- 22 settembre 1774-24 febbraio 1775: Sua Altezza Serenissima il duca di Schleswig-Holstein-Sonderburg-Beck

## Ascendenza
|                                                              |                                             |                                                     | Genitori                                  |  |  | Nonni |  |  | Bisnonni                                    |  |  | Trisnonni                                 |  |
|                                                              |                                             |                                                     |                                           |  |  |       |  |  | Alessandro di Schleswig-Holstein-Sonderburg |  |  | Giovanni di Schleswig-Holstein-Sonderburg |  |
|                                                              |                                             |                                                     |                                           |  |  |       |  |  | Alessandro di Schleswig-Holstein-Sonderburg |  |  | Giovanni di Schleswig-Holstein-Sonderburg |  |
|                                                              |                                             | Elisabetta di Brunswick-Grubenhagen                 |                                           |  |  |       |  |  | Alessandro di Schleswig-Holstein-Sonderburg |  |  |                                           |  |
| Augusto Filippo di Schleswig-Holstein-Sonderburg-Beck        |                                             |                                                     |                                           |  |  |       |  |  | Alessandro di Schleswig-Holstein-Sonderburg |  |  |                                           |  |
|                                                              |                                             | Dorotea di Schwarzburg-Sondershausen                | …                                         |  |  |       |  |  |                                             |  |  |                                           |  |
|                                                              |                                             | Dorotea di Schwarzburg-Sondershausen                | …                                         |  |  |       |  |  |                                             |  |  |                                           |  |
|                                                              |                                             | Dorotea di Schwarzburg-Sondershausen                | …                                         |  |  |       |  |  |                                             |  |  |                                           |  |
| Federico Luigi di Schleswig-Holstein-Sonderburg-Beck         |                                             | Dorotea di Schwarzburg-Sondershausen                |                                           |  |  |       |  |  |                                             |  |  |                                           |  |
|                                                              |                                             | Guglielmo Luigi di Nassau-Saarbrücken               | Luigi II di Nassau-Weilburg               |  |  |       |  |  |                                             |  |  |                                           |  |
|                                                              |                                             | Guglielmo Luigi di Nassau-Saarbrücken               | Luigi II di Nassau-Weilburg               |  |  |       |  |  |                                             |  |  |                                           |  |
|                                                              |                                             | Guglielmo Luigi di Nassau-Saarbrücken               | Anna Maria d'Assia-Kassel                 |  |  |       |  |  |                                             |  |  |                                           |  |
| Maria Sibilla di Nassau-Saarbrücken                          |                                             | Guglielmo Luigi di Nassau-Saarbrücken               |                                           |  |  |       |  |  |                                             |  |  |                                           |  |
|                                                              |                                             | Anna Amalia di Baden-Durlach                        | Giorgio Federico di Baden-Durlach         |  |  |       |  |  |                                             |  |  |                                           |  |
|                                                              |                                             | Anna Amalia di Baden-Durlach                        | Giorgio Federico di Baden-Durlach         |  |  |       |  |  |                                             |  |  |                                           |  |
|                                                              |                                             | Anna Amalia di Baden-Durlach                        | …                                         |  |  |       |  |  |                                             |  |  |                                           |  |
| Pietro Augusto di Schleswig-Holstein-Sonderburg-Beck         |                                             | Anna Amalia di Baden-Durlach                        |                                           |  |  |       |  |  |                                             |  |  |                                           |  |
|                                                              | Alessandro di Schleswig-Holstein-Sonderburg | Giovanni di Schleswig-Holstein-Sonderburg           |                                           |  |  |       |  |  |                                             |  |  |                                           |  |
|                                                              | Alessandro di Schleswig-Holstein-Sonderburg | Giovanni di Schleswig-Holstein-Sonderburg           |                                           |  |  |       |  |  |                                             |  |  |                                           |  |
|                                                              | Alessandro di Schleswig-Holstein-Sonderburg | Elisabetta di Brunswick-Grubenhagen                 |                                           |  |  |       |  |  |                                             |  |  |                                           |  |
| Ernest Gunther di Schleswig-Holstein-Sonderburg-Augustenburg | Alessandro di Schleswig-Holstein-Sonderburg |                                                     |                                           |  |  |       |  |  |                                             |  |  |                                           |  |
|                                                              |                                             | Dorotea di Schwarzburg-Sondershausen                | …                                         |  |  |       |  |  |                                             |  |  |                                           |  |
|                                                              |                                             | Dorotea di Schwarzburg-Sondershausen                | …                                         |  |  |       |  |  |                                             |  |  |                                           |  |
|                                                              |                                             | Dorotea di Schwarzburg-Sondershausen                | …                                         |  |  |       |  |  |                                             |  |  |                                           |  |
| Luisa Carlotta di Schleswig-Holstein-Sonderburg-Augustenburg |                                             | Dorotea di Schwarzburg-Sondershausen                |                                           |  |  |       |  |  |                                             |  |  |                                           |  |
|                                                              |                                             | Filippo di Schleswig-Holstein-Sonderburg-Glücksburg | Giovanni di Schleswig-Holstein-Sonderburg |  |  |       |  |  |                                             |  |  |                                           |  |
|                                                              |                                             | Filippo di Schleswig-Holstein-Sonderburg-Glücksburg | Giovanni di Schleswig-Holstein-Sonderburg |  |  |       |  |  |                                             |  |  |                                           |  |
|                                                              |                                             | Filippo di Schleswig-Holstein-Sonderburg-Glücksburg | Elisabetta di Brunswick-Grubenhagen       |  |  |       |  |  |                                             |  |  |                                           |  |
| Augusta di Schleswig-Holstein-Sonderburg-Glücksburg          |                                             | Filippo di Schleswig-Holstein-Sonderburg-Glücksburg |                                           |  |  |       |  |  |                                             |  |  |                                           |  |
|                                                              |                                             | Sofia Edvige di Sassonia-Lauenburg                  | Francesco II di Sassonia-Lauenburg        |  |  |       |  |  |                                             |  |  |                                           |  |
|                                                              |                                             | Sofia Edvige di Sassonia-Lauenburg                  | Francesco II di Sassonia-Lauenburg        |  |  |       |  |  |                                             |  |  |                                           |  |
|                                                              |                                             | Sofia Edvige di Sassonia-Lauenburg                  | …                                         |  |  |       |  |  |                                             |  |  |                                           |  |
|                                                              |                                             | Sofia Edvige di Sassonia-Lauenburg                  |                                           |  |  |       |  |  |                                             |  |  |                                           |  |